# Лопес, Льюис
Льюис Лопес Мармоль (исп. Lluís López Mármol; родился 5 марта 1997 года в Сан-Жоан-де-Вилаторрада, Испания) — испанский футболист, защитник клуба «Реал Сарагоса».

## Клубная карьера
Лопес — воспитанник клуба «Эспаньол». В 2015 году для получения игровой практики он начал выступать за дублирующий состав. 1 ноября 2018 года в поединке Кубка Испании против «Кадиса» Льюис дебютировал за основной состав. 21 января 2019 года в матче против «Эйбара» он дебютировал в Ли Лиге.